# Seersucker
Seersucker (IPA: [ˈsiːɐ̯sakɐ], ⓘ; von persisch shīr o shakkar, „Milch und Zucker“, über hindi sirsakar) ist ein Krepp-Gewebe, das sich durch einen dreidimensionalen zerknitterten Oberflächeneffekt auszeichnet.

## Geschichte
Seersucker kam im 17. und 18. Jahrhundert unter Namen wie Sirsaka(s), Sersukers, Cirsacca, Cirsakas oder Cirsapas über den Ostindienhandel aus Indien, China und Bengalen nach Europa und Amerika. Es bezeichnete handgewebte Halbseiden oder Florettseiden in Atlasbindung mit Kettfäden aus Baumwolle. Sie waren vor allem gestreift, konnten aber auch gegittert oder mit Metallfäden broschiert sein. Im frühen 19. Jahrhundert wurde Seersucker auch in Lyon, Rouen und anderen französischen Städten hergestellt. Diese Textilien wurden schon zu dieser Zeit für ihre pflegeleichte, waschbare Beschaffenheit geschätzt und vor allem für Damen- und Schlafkleidung verwendet. In den amerikanischen Südstaaten wurde Seersucker vor allem von der Arbeiterschicht getragen.
In der Mitte des 19. Jahrhunderts verbreiteten sich in den USA blau und weiß gestreifte Herrenanzüge aus Seersucker, die vor allem in Städten im Juli und August getragen wurden, sie wurden jedoch bald von Leinenanzügen verdrängt. Der Kurzwarenhändler Joseph Haspel aus New Orleans gilt als derjenige, der 1909 Seersuckeranzüge für Geschäftsmänner salonfähig machte. Insbesondere die Senatoren aus den Südstaaten adaptierten ihn als sommerliche Alternative zum schweren wollenen Gehrock. Dieser Trend wurde in den 1920er Jahren von Studenten der Princeton University aufgegriffen und verbreitete sich, als der Herrenausstatter Brooks Brothers Seersuckeranzüge in den 1930er Jahren in sein Sortiment aufnahm. Seersucker entwickelte sich dadurch in der Mitte des 20. Jahrhunderts zur modischen Sommerkleidung der Oberschicht.
Seit den 1990er Jahren erfreut sich der „Seersucker Day“ in amerikanischen politischen Gremien wieder wachsender Beliebtheit. In der Mode wird Seersucker heute oft dem Preppy-Stil zugeordnet und gilt als retro und nostalgisch.

## Beschreibung und Verwendung
Seine „geraffte“ Oberfläche entsteht durch die unterschiedliche Spannung der Kettfäden beim Webvorgang (echter Seersucker) oder nachträglich durch Aufbringen faserquellender Substanzen (falscher Seersucker). Der Knittereffekt kann durch kontrastierende Farben der Garne noch optisch hervorgehoben werden. Häufig sind die gestrafften Bereiche farbig gehalten und die gekräuselten Bereiche weiß, so dass sich ein Streifenmuster ergibt, es gibt aber auch einfarbige oder karierte Stoffe.
Der Stoff ist dank seiner Struktur – etwa im Zentimeter-Raster – bügelfrei und ist daher heute besonders beliebt für Bettwäsche, aber auch für Urlaubs- und allgemeine Sommerbekleidung und für Sommersakkos in Verwendung ähnlich dem hellen Leinenanzug. Wegen seiner reliefartigen Oberfläche liegt er nicht vollflächig am Körper an und hält so die Sonnenwärme ab und ermöglicht die Luftzirkulation. Diese streifenweise wellige Oberfläche ergibt eine optische Struktur, raue Haptik, Hinterlüftung auf der Haut und Luftpolster mit der daraus resultierenden Isolierfunktion für Wärmeleitung. Das Gewebe verhängt sich andererseits leichter und ist weniger reißfest als glatte Gewebe.

## Galerie

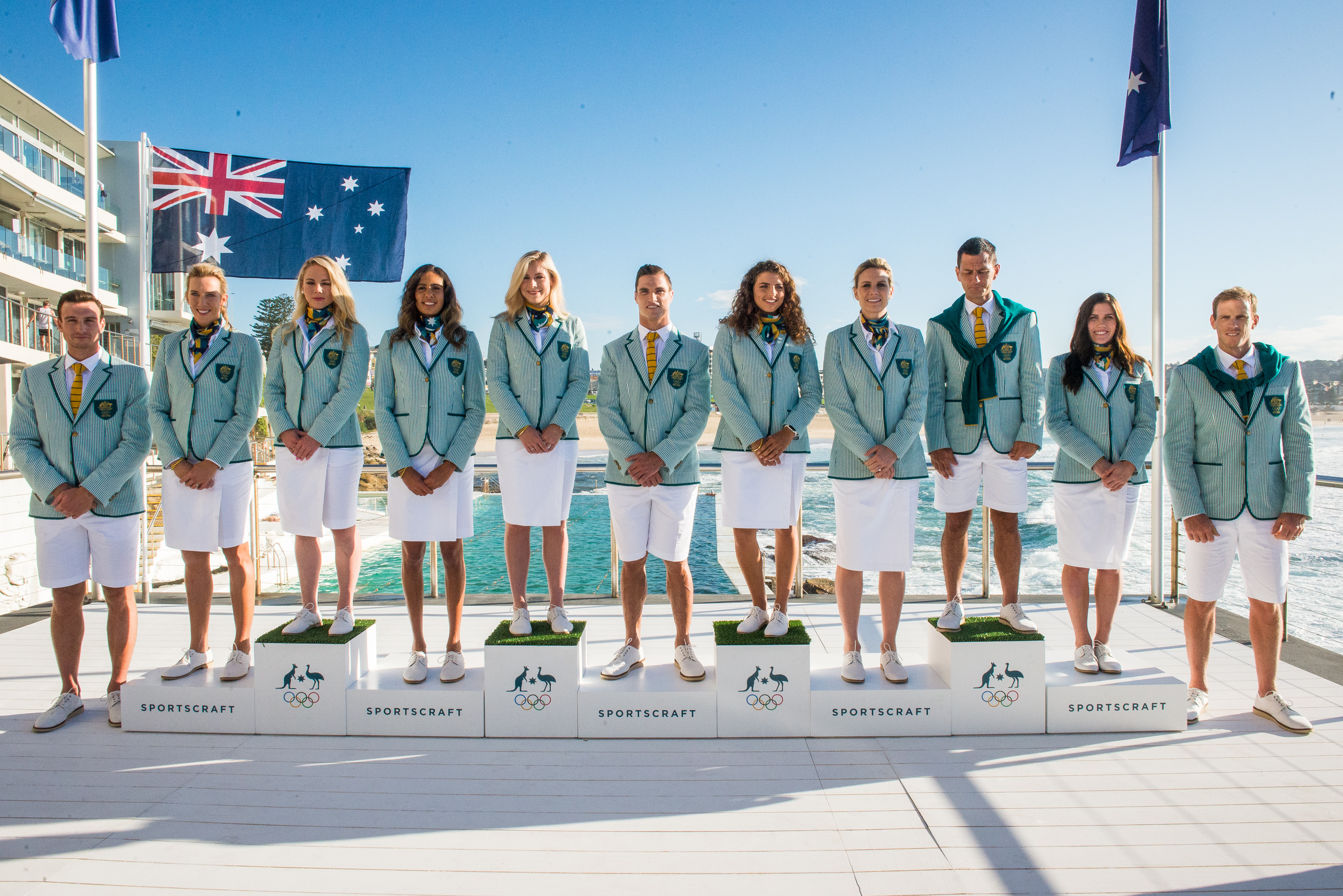
Das australische Olympiateam von 2016 in Seersucker-Sakkos mit nichtparallelem Streifenmuster
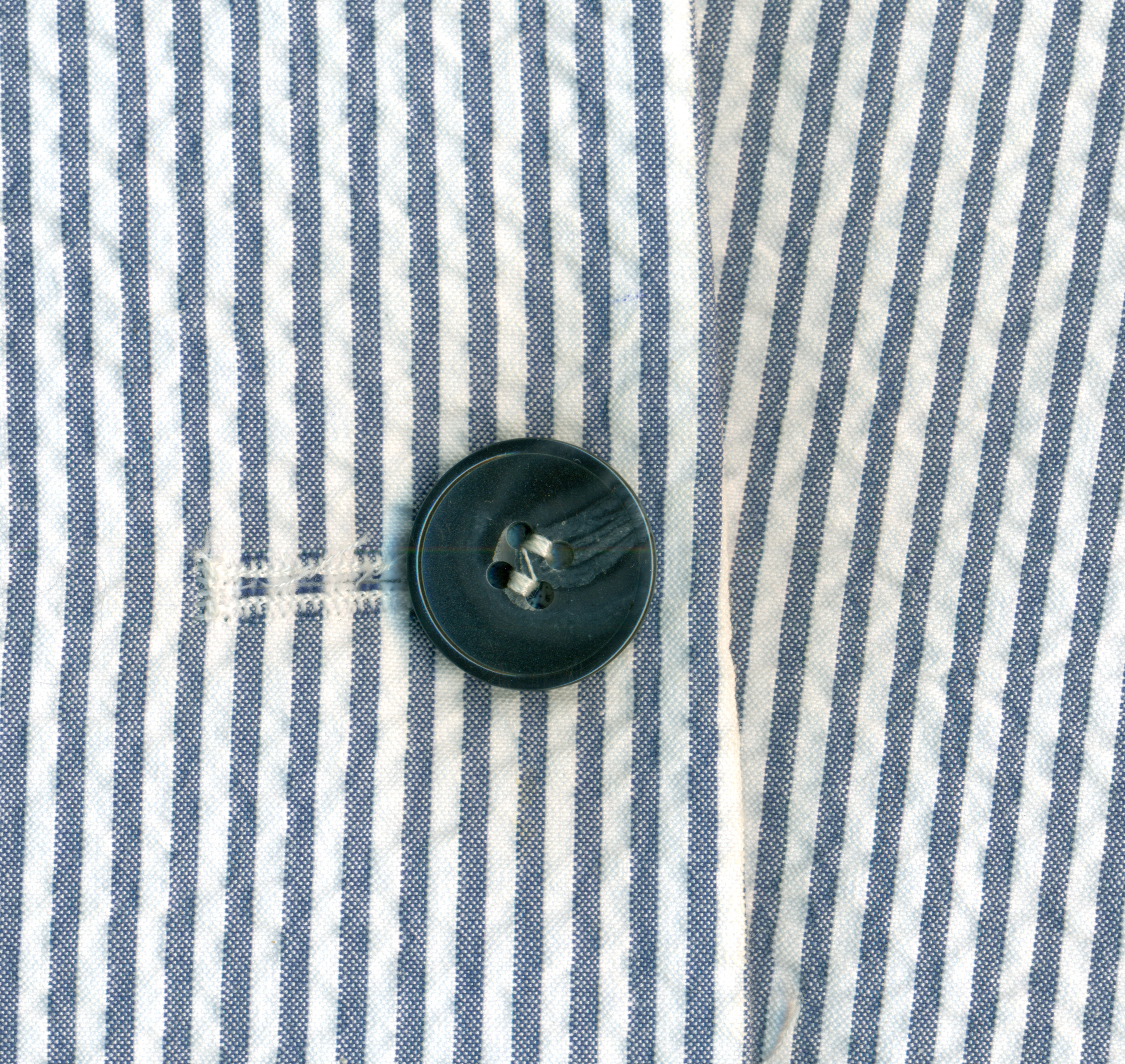
Detail eines gestreiften Seersucker-Sakkos
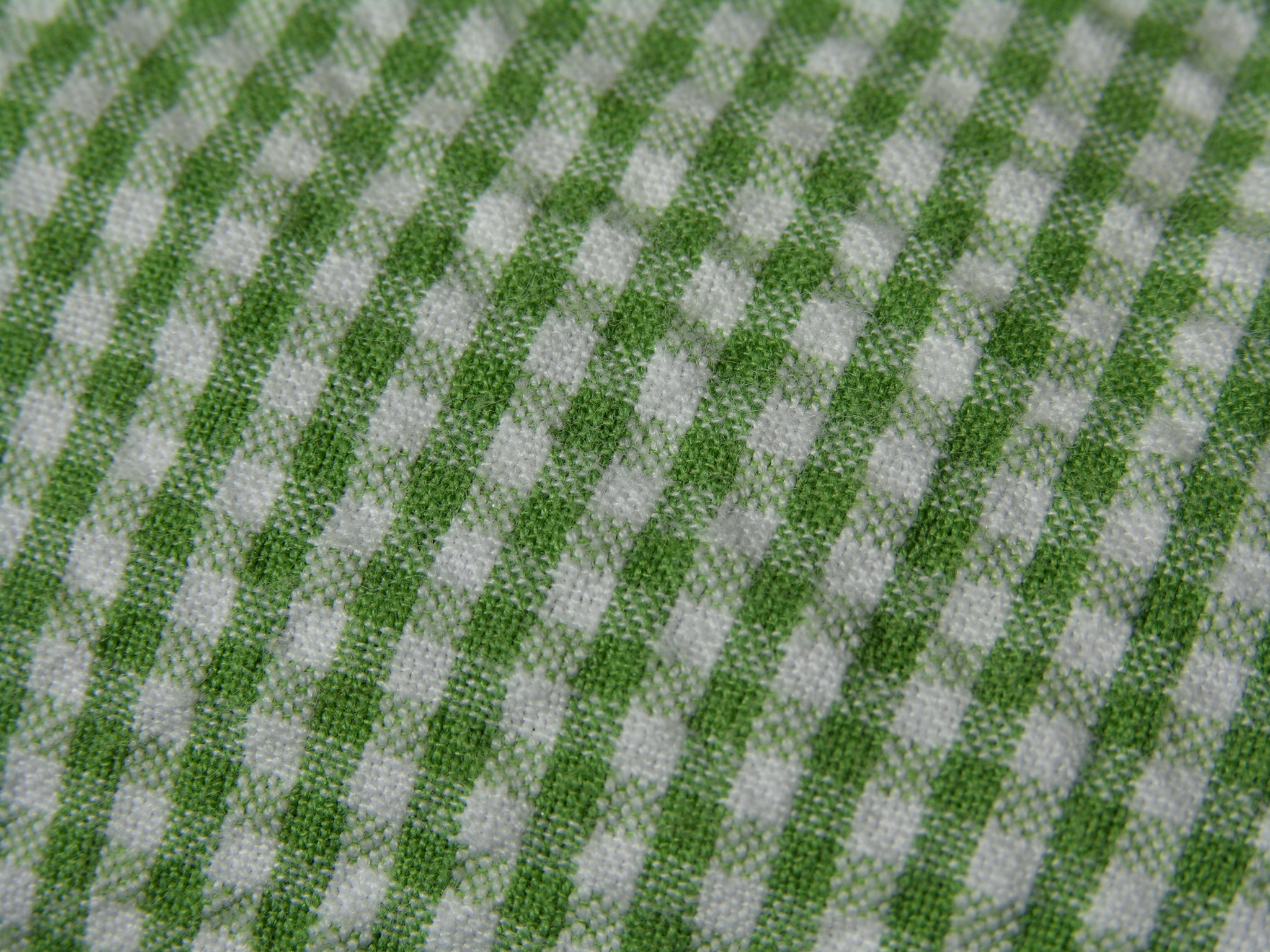
Seersucker mit Vichy-Muster
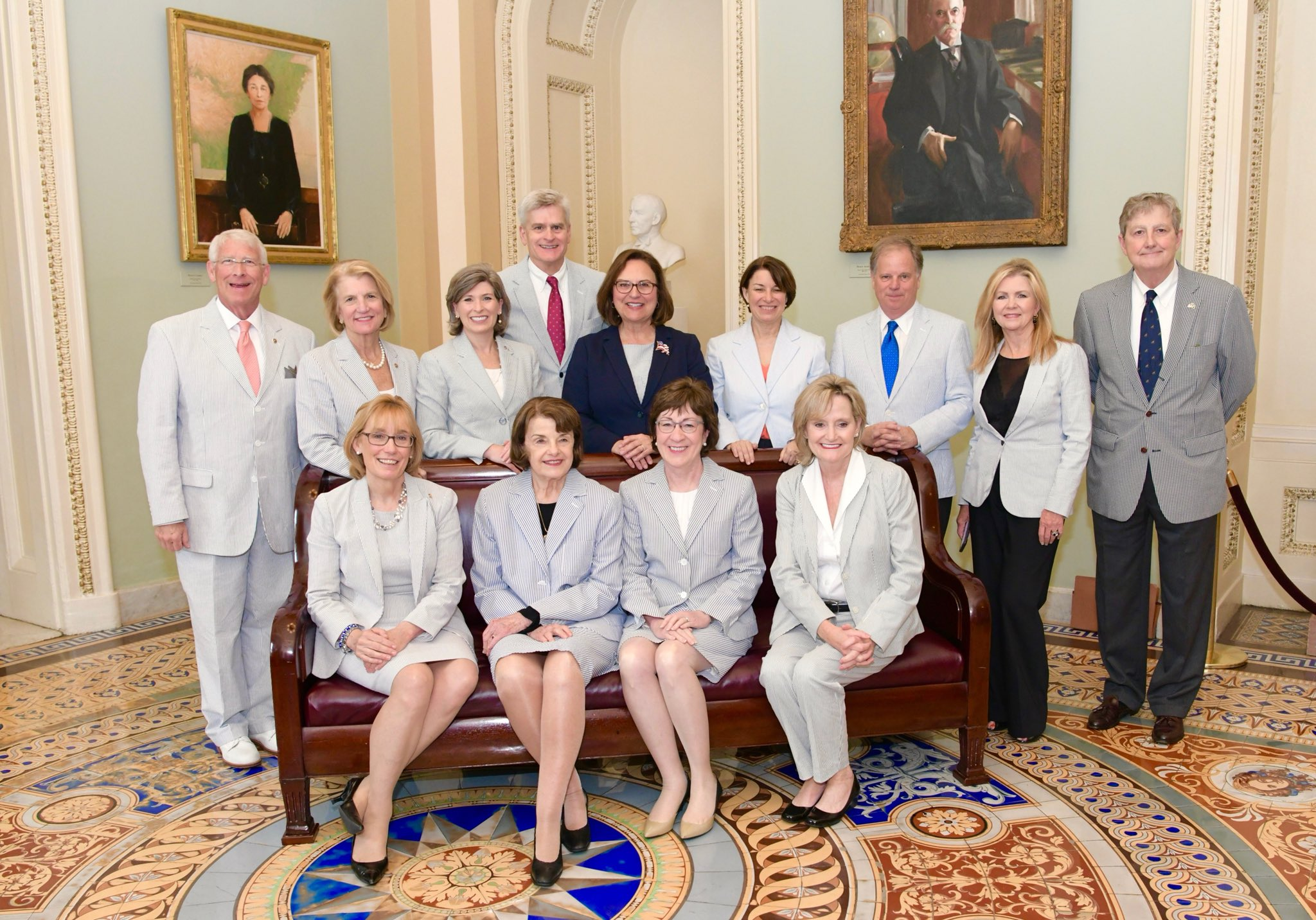
Mitglieder des US-amerikanischen Kongresses am Seersucker Day, 2019